# ريكوتية
رِيكُوتِيَة أو رِيكوثِيَا هو جنس من النباتات المزهرة في الفصيلة الكَرَنبية توجد في جزر بحر إيجة وإقريطش والشام وشبه جزيرة سيناء وتركيا ومنطقة القوقاز. يبدو أنها نشأت في الأناضول حيث تتوطن خمسة أنواع. 